# Traité de New York (1796)
Pour les articles homonymes, voir Traité de New York.
Le traité de New York de 1796, également connu sous l'appellation de « Traité avec les Sept Nationsdu Canada » fut signé le 31 mai 1796, entre les chefs des peuples premiers d'Amérique, dont les Sept Nations du Canada (en) et une délégation des États-Unis, conduite par Abraham Ogden (en).